# یحیی‌آباد بالا
یحیی‌آباد بالا، روستایی از توابع بخش مرکزی شهرستان کاشان در استان اصفهان ایران است، که از نظر تجمع انسان تاریخی هخامنشی دارد و از جاذبه های گردشگری خاص و مکانهای باستانی بکر شهرستان کاشان است.

## جمعیت
این روستا در دهستان میاندشت قرار دارد و براساس سرشماری مرکز آمار ایران در سال ۱۳۸۵، جمعیت آن ۲۲ نفر (۹خانوار) بوده‌است.